# بن عبيري
بن عبيري (الاسم العلمي:Coffea fragrans) هو نوع من النباتات يتبع جنس البن من الفصيلة الفوية.